# 杨立昆

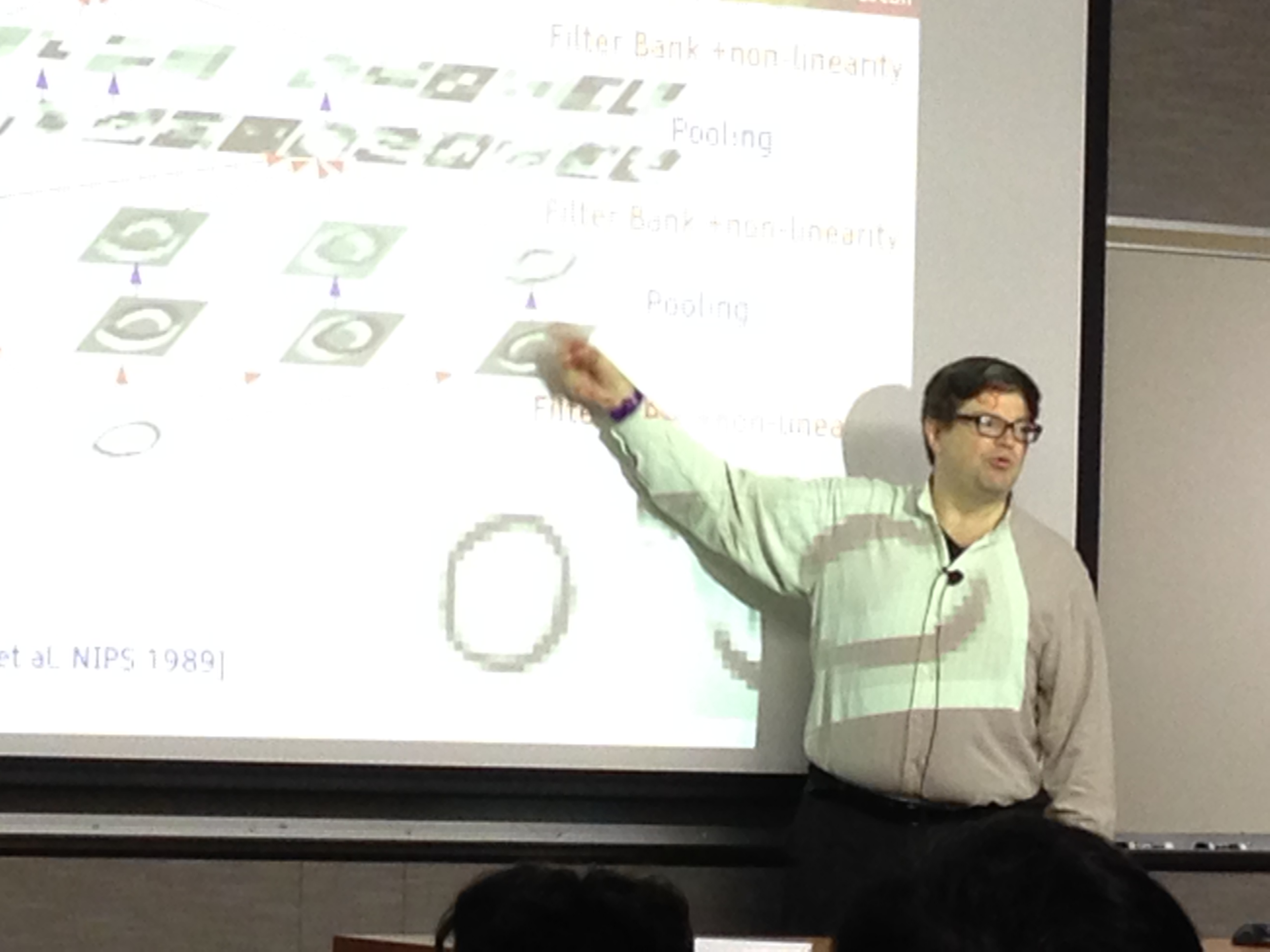
楊立昆於明尼蘇達大學（攝於2014年）

杨立昆（1960年7月8日—），法語名楊·安德烈·勒坎（法語：Yann André Le Cun，發音：[jan ɑ̃dʁe ləkœ̃]；），是法国计算机科学家，2018年图灵奖得主，他在机器学习、计算机视觉、移动机器人和計算神經科學等领域都有很多贡献。他最著名的工作是在光学字符识别和计算机视觉上使用卷积神经网络，他也被称为卷积网络之父。他同莱昂·博图和帕特里克·哈夫纳（Patrick Haffner）等人创建了DjVu图像压缩技术。他同莱昂·博图开发了Lush语言。2019年他同约书亚·本希奥以及杰弗里·辛顿共同获得计算机学界最高奖项图灵奖。

## 生平
杨立昆于1960年生于法国巴黎附近，1983年在巴黎电子工程师高等学校获得了工程师学位（Diplôme d'Ingénieur），1987年在巴黎第六大学获得计算机科学博士学位。博士就读期间，他提出了神经网络的反向传播算法学习算法的原型。随后到多伦多大学在杰弗里·辛顿的指导下完成了博士后工作。
1988年，杨立昆加入位于美国新泽西州的霍姆德爾鎮區的贝尔实验室的自适应系统研究部门。实验室的领导是Lawrence D. Jackel，在此，他开发了很多新的机器学习方法，比如图像识别的模型称为卷积神经网络,"Optimal Brain Damage" regularization methods,以及Graph Transformer Networks方法(类似于條件隨機域)，他将其应用到手写识别和光学字符识别（OCR）中。
他协助开发的银行支票识别系统被NCR和其他的公司广泛使用，该系统读取了20世纪90年代末至21世纪初全美国超过10％的支票。
1996年，他加入了AT&T实验室，成为图像处理研究部门的领导，这个部门是Lawrence Rabiner领导的语音和图像处理研究实验室的一部分，主要工作是DjVu图像压缩技术，被以互联网档案馆为首的网站使用，用来发布扫描的文档。他的AT&T同事包括Léon Bottou和弗拉基米尔·瓦普尼克。
2002-2003年，杨立昆段在的加入普林斯顿的日本电气研究所（期间更名为日本电器美洲实验室，随后于2003年加入了纽约大学的科朗数学研究所担任计算机神经科学教授，并于2008年晋升为希尔弗讲席教授。由于领域的相关性，他亦有纽约大学坦登工程学院的联合职位。在纽约大学期间，他主要从事三个方向的研究：监督及无监督学习的能量模型，计算机视觉中的特征学习和物体识别，以及移动机器人。
2012年，他成为了纽约大学数据科学中心的创建主任。 2013年12月9日，杨立昆成为位于纽约的Facebook人工智能研究院的第一任主任，2014年初期逐步退出了NYU-CDS的领导层。
杨立昆获得了2014年度IEEE的神经网络先驱奖（Neural Network Pioneer Award）和2015年度IEEE PAMI的杰出研究者奖（Distinguished Researcher Award）。
在2013年，他和约书亚·本希奥一起创建了他力主的发表后公开评审机制的会议ICLR。他也担任了1986-2012年每年在犹他滑雪胜地举办的"Learning Workshop"每一届的主席和组织者。同时杨立昆也是UCLA的纯粹与应用数学研究所的科学顾问。此外他也担任数家公司（比如MuseAmi, KXEN Inc., and Vidient Systems）的顾问。 他也是加拿大先进研究所（CIFAR）的神经计算与自适应感知项目的主任。
在2016年，他在巴黎法兰西公学院的"Chaire Annuelle Informatique et Sciences Numériques"做访问教授。他的"leçon inaugurale" (就职演讲）在2016年的巴黎是一项重要的学术活动。

## 姓名
杨立昆的原來中文譯名為：扬·勒丘恩，2017年他在中國的演講提供了正式的中文姓名。他法文的姓是（Le Cun），到美国之后，很多人都误认为是中间名，所以他在20世纪八九十年代把自己的姓的拼法改成了。